# Floyd Township (comté d'O'Brien, Iowa)
Pour les articles homonymes, voir Floyd Township.
Floyd Township est un township, du comté d'O'Brien en Iowa, aux États-Unis,.
Le township est créé en 1872 et nommé en l'honneur de l'explorateur Charles Floyd (en).

## Source de la traduction
- (en) Cet article est partiellement ou en totalité issu de l’article de Wikipédia en anglais intitulé « Floyd Township, O'Brien County, Iowa » (voir la liste des auteurs).